# Amazilia cyanocephala
Amazilia cyanocephala е вид птица от семейство Колиброви (Trochilidae).

## Разпространение
Видът е разпространен в Белиз, Гватемала, Мексико, Никарагуа, Салвадор и Хондурас.